# Пшемент (гміна)
Гміна Пшемент (пол. Gmina Przemęt) — сільська гміна у північно-західній Польщі. Належить до Вольштинського повіту Великопольського воєводства.
Станом на 31 грудня 2011 у гміні проживало 13837 осіб.

## Територія
Згідно з даними за 2007 рік площа гміни становила 225.33 км², у тому числі:
- орні землі: 62.00%
- ліси: 25.00%

Таким чином, площа гміни становить 33.14% площі повіту.

## Населення
Станом на 31 грудня 2011:
| Опис     | Загалом | Загалом | Чоловіки | Чоловіки | Жінки | Жінки |
| -------- | ------- | ------- | -------- | -------- | ----- | ----- |
| одиниця  | осіб    | %       | осіб     | %        | осіб  | %     |
| все      | 13837   | 100     | 6924     | 50.04    | 6913  | 49.96 |
| міське   | 0       | 100     | 0        |          | 0     |       |
| сільське | 13837   | 100     | 6924     | 50.04    | 6913  | 49.96 |

## Сусідні гміни
Гміна Пшемент межує з такими гмінами: Веліхово, Вієво, Влошаковіце, Вольштин, Раконевіце, Слава, Сміґель.